# Biskupi zrenjeniańscy
Biskupi zrenjeniańscy - lista biskupów diecezji zrenjanińskiej

## Administratura apostolska jugosłowiańskiego Banatu (1923-1986)
| L.p. | Lata rządów                        | Tytuł | Imię i nazwisko           |
| ---- | ---------------------------------- | ----- | ------------------------- |
| 1.   | 10 lutego 1923 - 28 listopada 1936 | abp   | Ivan Rafael Rodić, O.F.M. |
| 2.   | 28 listopada 1936 - 17 lipca 1961  | abp   | Josip Ujčić               |
| 3.   | 17 lipca 1961 - 22 grudnia 1971    | abp   | Gabrijel Bukatko          |
| 4.   | 22 grudnia 1971 - 16 grudnia 1986  | bp    | Tamás Jung                |

## Diecezja zrenjanińska (od 1986 r.)
| L.p. | Lata rządów                            | Tytuł | Imię i nazwisko      |
| ---- | -------------------------------------- | ----- | -------------------- |
| *    | 16 grudnia 1986 - 7 stycznia 1988      | bp    | Tamás Jung           |
| 1.   | 7 stycznia 1988 - 30 czerwca 2007      | bp    | László Huzsvár       |
| 2.   | od 23 kwietnia 2008 - 5 listopada 2022 | bp    | László Német, S.V.D. |
| 3.   | nominat                                | bp    | Mirko Štefković      |